# Giorgio Interiano

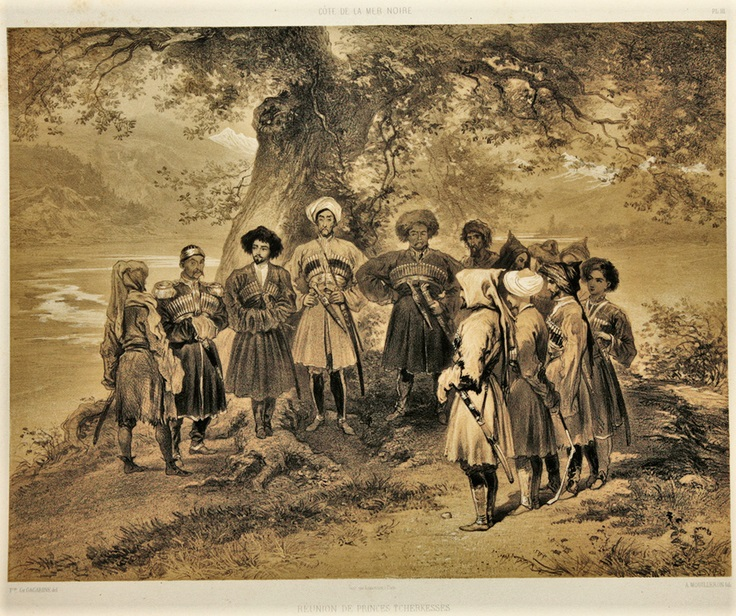
Raffigurazione dei primi del 1800 dei principi circassi. Giorgio Interiano fu il primo viaggiatore occidentale a documentarne i costumi

Giorgio Interiano (XV secolo – XVI secolo) è stato un viaggiatore, storico ed etnografo italiano, nativo di Genova.

## Biografia
Sulla vita personale di Interiano si sa poco. Fu governatore della Corsica nel 1496. Visse a Napoli, dove frequentò Jacopo Sannazaro e Antonio De Ferrariis, dal quale fu definito «vir in peragrando orbe atque in indagando terrarum situ diligentissimus»; viaggiò attraverso l'Asia e si stabilì a Venezia, dove conobbe influenti cittadini, tra cui lo stampatore Aldo Manuzio, che pubblicò l'unico suo resoconto di viaggio rimastoci.
Il poeta Angelo Poliziano (1454-1494) lavorò insieme a lui e lo definì magnus naturalium rerum investigator o "documentato ricercatore in materie recondite."

## La vita et sito de Zychi, chiamati Ciarcassi
Interiano è l'autore di una delle prime opere sulla vita e sui costumi del popolo circasso, intitolata La vita et sito de Zychi, chiamati Ciarcassi: historia notabile e pubblicata a Venezia da Aldo Manuzio nel 1502, relativa probabilmente ad avvenimenti della seconda metà del secolo precedente. La sua non era il genere di opere di solito stampate da Manuzio, ma l'amicizia di Interiano con Jacopo Sannazaro, un poeta famoso del tempo, può aver influenzato Manuzio nell'accettarlo e pubblicarlo comunque.
Il resoconto di Interiano è considerato più erudito di altri libri di viaggi del tempo sebbene sia ancora orientato alla descrizione degli aspetti esotici e selvaggi delle popolazioni asiatiche. Ad esempio, dichiara che era abitudine dei principi circassi cacciare animali e persino uomini. Descrive inoltre i preti circassi come uomini ignoranti e illetterati che eseguivano i rituali greci senza alcuna conoscenza della lingua e afferma che i nobili non entravano in chiesa fino ai sessant'anni, perché, vivendo di rapine, non potevano dissacrare gli edifici sacri.
A parte alcuni aspetti pittoreschi, tuttavia, Interiano si rivela un fine etnografo e descrive dettagliatamente molti aspetti dei costumi circassi, inclusi rituali di sepoltura che includono l'eviscerazione di personalità di alto rango che vengono poste quindi all'aperto su alte cataste di tronchi, rituali descritti anche da Erodoto relativamente a funerali sciti.
L'opera venne ristampata numerose volte in tutta Europa. Nel 1836 Vasily Nikolaevich Semenov (1801-1863) ne ripubblicò il testo nel primo volume di una miscellanea a San Pietroburgo.